# Сікандар Аділ-шах
Сікандар Аділ-шах (1668–1700) — останній султан Біджапуру в 1656—1686 роках. За часів його правління спалахнула громадянська війна, яку розпалювали у боротьбі за владу чиновники султана. Окрім того до Біджапуру вторглись моголи, в результаті чого Біджапурський султанат припинив своє існування.

## Життєпис
Син Алі Аділ-шаха II. Посів трон у листопаді 1672 року. Через малий вік при його дворі негайно розпачалася боротьба серед знаті за вплив та посади. В своюч ергу це позначилося на погіршенні управління, де намісники (тарафа) ставали напівнезалежними правителями.
Такими обставинами скористалися вороги султанату: 1674 року Шиваджі, магараджа маратхів, завдав поразки біджапурському війську, а потім могольський воєначальник Ділір-хан принизив Сікандара. В наступні роки Біджапурський султанат втрачав землі на користь Шиваджі. Від Великих Моголів відкупався грошима. В середині держави розросталася криза, викликана інтрига падишаха Аурангзеба. За цих осбтавин було укладено союз з Самбхаджі, чхатрапаті Держави маратхів, спрямований проти Великих Моголів.
1685 року Аурангзеб (організував великий військовий похід проти султанату. У березні його 50-тисячна армія під командуванням шахзаде Мухаммада Азама Шаха оточила столицю Біджапур, яку захищала 30-тисячна залога під проводом Сікандара Аділ-шаха та Сарзи-хана. Незабаром на допомогу своєї армії падишах відправив нові сили під командуванням свого іншого сина — Шаха-Алама та полководця Абдулли-хана Багадур-Фіруза Джанга. У липні 1686 року Аурангзеб ще з однією армією особисто рушив на Біджапур, куди підійшов 4 вересня. 12 вересня 1686 року столиця султанату впала. Біджапурський султанат припинив своє існування та був включений до складу Імперії Великих Моголів.
Сикандар Аділ-шаха у срібних ланцюгах доправлено до Аурангзеба, якому він вклонився тричі. Колишнього султана було відправлено до горезвісної в'язниці у фортеці Даулатабад, де він помер 1700 року. Його було поховано біля ніг свого духовного вчителя Наймулли Хашмі на відкритому дворі на Новій ринковій площі Біджапуру.